# Rive gauche (film, 1931)
Pour les articles homonymes, voir Rive gauche.
Pour plus de détails, voir Fiche technique et Distribution.
Rive gauche est un film français réalisé par Alexander Korda, sorti en 1931.

## Synopsis
Une jeune femme quitte son ami pour épouser un banquier, mais elle finira par revenir à Montparnasse pour le retrouver.

## Fiche technique
- Titre original : Rive gauche
- Réalisation : Alexander Korda
- Scénario : Harry d'Abbadie d'Arrast, Douglas Doty
- Décors : Henri Menessier
- Photographie : Ted Pahle, Harry Stradling Sr.
- Musique : Guy Zoka, Paul Barnaby, Ray Noble, Paul Maye, Jane Bos, Lionel Cazaux
- Production : Robert T. Kane
- Société de production : Les Studios Paramount
- Société de distribution : Les Films Paramount
- Pays d’origine :  France
- Langue originale : français
- Format : noir et blanc — 35 mm — 1,20:1 — son Mono (Western Electric Recording)
- Genre : Comédie et film musical
- Durée : 70 minutes
- Dates de sortie : France : 24 août 1931

## Distribution
- Meg Lemonnier : Lulu
- Henry Garat : Robert Delattre
- Marcelle Praince : Liane
- Robert Arnoux : Alfred
- Jean Worms : Gérard Arnaudy
- Georges Bever : le maître d'hôtel
- Fanny Clair : Daisy
- Nino Constantini : le secrétaire
- Janine Borelli
- André Brévannes
- Georges Florian[1],[2]
- Esther Kiss
- Yvette Lebon
- Pierre Piérade
- André Siméon
- Eugène Stuber

## Autour du film
- Ce film est un remake du film Laughter du réalisateur argentin Harry d'Abbadie d'Arrast (1930)